# Хлопаки (комікс)
«Хлопаки» (англ. The Boys) — американська серія коміксів, написана Гартом Еннісом і ілюстрована Даріком Робертсоном. Спочатку вона публікувалася Wildstorm (DC Comics) до переходу до Dynamite Entertainment.
В основі історії коміксу лежить світ, у якому супергерої мають величезну владу. І часто використовують свої сили у темних цілях. Їм протистоїть невеликий загін добровольців з однойменною назвою The Boys (Хлопаки), створений під заступництвом ЦРУ.
Енніс сказав, що «Хлопаки» "перепроповідали б навіть проповідника ", імовірно посилаючись на крайнє насильство та сексуальність, які були характерною рисою коміксів Preacher. Розпочата у жовтні 2006 року, серія завершилася у листопаді 2012 року випуском 72-го та останнього номера.
Комікс був адаптований Amazon Studios в телесеріал, прем'єра якого відбулася 26 липня 2019.

## Історія публікацій
Перші шість випусків «Хлопаків» були опубліковані Wildstorm, починаючи з 2006 року. 24 січня 2007 року серію було раптово закрито на шостому випуску. Пізніше Енніс пояснив, що це сталося тому, що DC Comics (Wildstorm був їх імпринтом до свого розформування) були стурбовані антисупергеройським тоном роботи. Запланована збірка зазначених випусків також була скасована. Дарік Робертсон заявив тоді: «DC згодні повернути наші права, щоб ми могли знайти нового видавця, і ми працюємо над цим зараз». Потім Енніс випустив заяву, що кілька видавництв виявили інтерес до комікса і що сьомий випуск і тома з перших шести будуть доступні.
Хоча Робертсон працював на ексклюзивному контракті з DC, йому було надано особливий дозвіл продовжити роботу над «Хлопаками». У лютому 2007 року серія перейшла до Dynamite Entertainment, а з травня продовжилася подальша публікація. Збірка з перших шести випусків була також видана Dynamite з передмовою Саймона Пегга. Пегг був моделлю, на якій базувалося зображення персонажа Хьюгі Робертсон.
У лютому 2009 року Dynamite оголосив про спін-офф міні-серіал «Herogasm» з малюнками Джона МакКрі, з яким Енніс вже раніше працював і Кіта Бернса, друга МакКрі, про якого він сказав: «Сильні сторони Кита — це мої слабкості і навпаки».  Ідея міні-серіалу виникла тому, що перша частина історії не пов'язана з командою та фокусується на супергероях, але вплине на основну серію: «Другорядна роль наших героїв в історії поступово змінює її динаміку, поки щось не відбувається в 4 номері, що повертає події в абсолютно несподіваному напрямку. Після цього життя стає серйозним, і до кінця ви станете свідками подій, які назавжди змінять стан речей у світі „Хлопаків“. Наслідки почнуть проявлятися десь з 31 випуску основної серії»
Після того, як «Хлопаки» були завершені, Енніс сказав CBR, що комікс виграв від скасування Wildstorm'ом, оскільки Dynamite дав йому набагато більше свободи, ніж будь-коли могли надати DC: «Ми б померли на корені [в DC]. Книгу скорочували б тут і там, поки її написання не перетворилося на чисте розчарування». Він також зізнався, що «зітхнув із полегшенням», оскільки Wildstorm був розпущений як імпринт невдовзі після переїзду.

## Сюжет
Дія серіалу відбувається між 2006—2008 роками у США, де під крилом корпорації «Vought International» діють кілька команд супергероїв. Найелітніша — «Сімка». Рангом нижче: «Розплата», «Люди Джі», «Тінейдж Кікс» та інші у світі, де існують супергерої. Проте більшість супергероїв у всесвіті серіалу зіпсовані своїм статусом знаменитостей і часто поводяться безрозсудно, ставлячи під загрозу безпеку миру. Сюжет оповідає про невеликий підпільний загін ЦРУ, неофіційно відомий як «Хлопаки», на чолі з М'ясником, до якого також входять Молоко матері, Француз, Жінка і Х'юї Кемпбелл, який нещодавно вступив, яким доручено стежити за спільнотою супергероїв, що часто призводить до жахливих результатів; паралельно ключовий сюжет слідує за Енні «Зоряне світло», молодою та наївною супергероїнею, яка приєднується до Сімки — найпрестижнішої та корумпованішої групи супергероїв у світі та наймогутнішого ворога «Хлопаків».

## Нагороди
- 2008: «Найкраща серія, що триває», номінація, Премія Айснера
- 2009: «Комікс року за менше, ніж 3$», номінація, Diamond Comic Distributor Gem Awards
- 2010: «Найкращий комікс або графічний роман», номінація, Scream Awards

## Персонажі
- Хлопаки: Бутчер, Молоко Матері, Француз, Самка, Хьюї Кемпбелл
- «Сімка»: Хоумлендер, Королева Мейв, Джек з Юпітера, Поїзд А, Глибина, Чорний Нуар, Старлайт.

## Адаптації

### Серіал
У жовтні 2015 року повідомлялося, що Cinemax дав зелене світло серіальній екранізації «Хлопаків» і що над ним працювали Сет Роген, Еван Голдберг та Ерік Кріпке. У вересні 2017 року Variety повідомила, що Amazon Studios підібрала серіал. Його прем'єра відбулася 26 липня 2019.
Прем'єра 2-го сезону пройшла 4 вересня 2020. Третій сезон вийшов 3 червня 2022 року, в розробці знаходиться спін-офф про Людей Джі.